# Dutton Cars

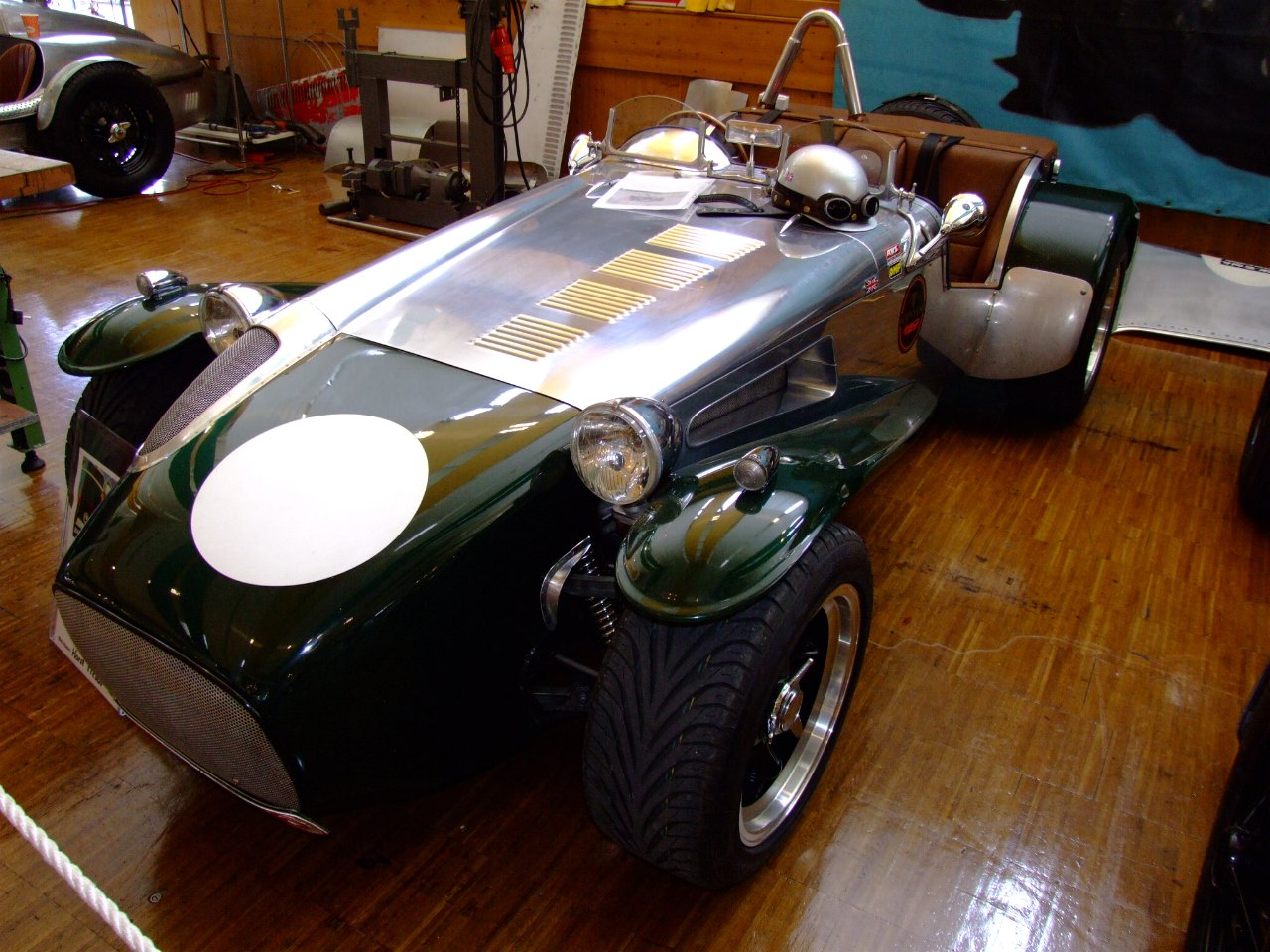
Dutton S1 från 1975

Dutton Cars (1970–1989) var en brittisk tillverkare av främst enkla sportbilar som såldes både som byggsats och färdigbyggda. 
Dessa byggsatser var i allmänhet inte fullständiga, utan det krävdes att man hade en annan bil som man kunde ta motor m fl delar ur. Oftast användes då bilvrak som var belagda med körförbud.

## Amfibiefordon
Företaget grundades av Tim Dutton Wooley, som efter en paus återkom 1995 och började tillverka amfibiebilar. Amfibiemodellerna hette Amphibian och Commando. De fanns både som fyrhjuls- och tvåhjulsdrivna; motorer och vissa delar kom från antingen Ford Fiesta eller Suzuki Samurai. 